# Cosmogonia

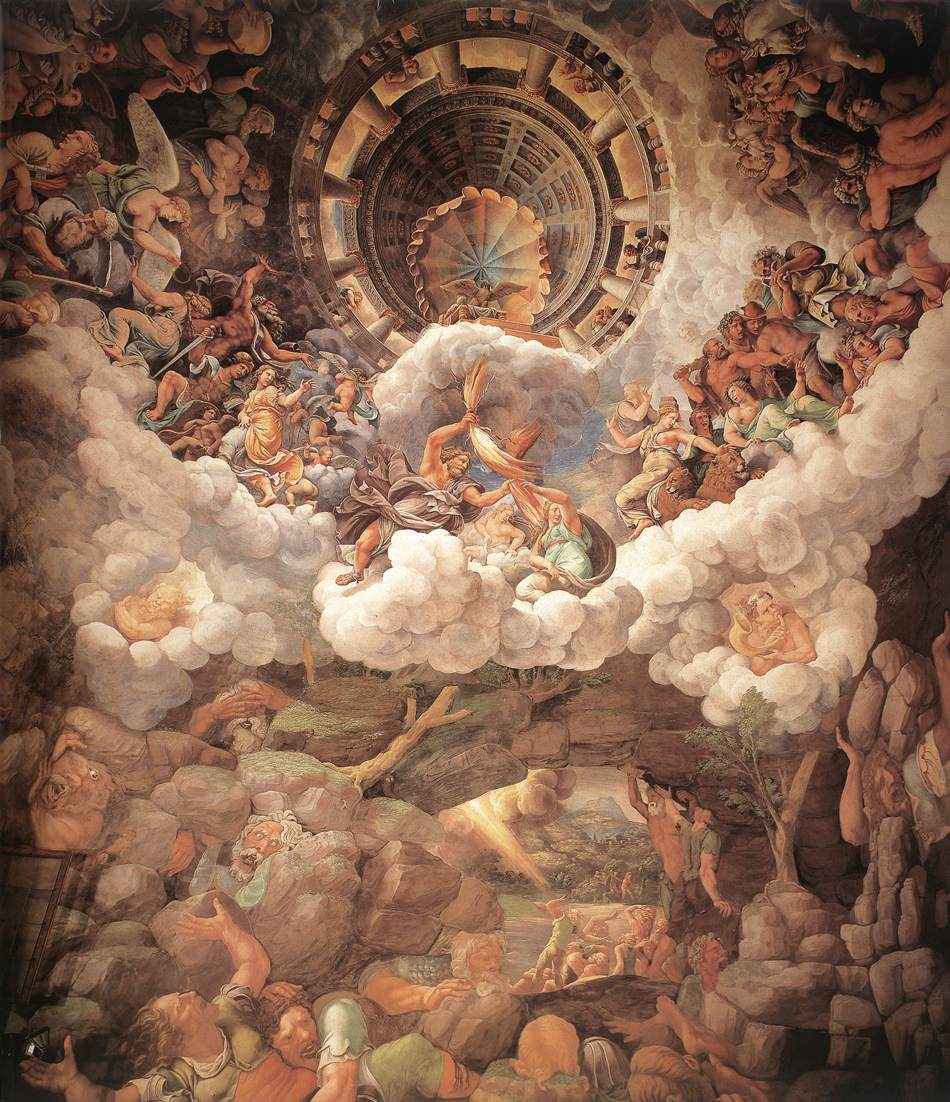
Zeus sconfigge i Giganti, stabilendo ordine e gerarchia nel cosmo (Giulio Romano, Sala dei Giganti, 1534)

Il termine cosmogonia (dal corrispondente greco κοσμογονία), che significa «nascita del cosmo», può indicare la dottrina oppure il complesso di miti riguardanti l'«origine dell'universo». A differenza della cosmologia, che studia la struttura attuale del cosmo e le leggi in esso vigenti, la cosmogonia si occupa dell'origine di queste leggi, della loro storia ed evoluzione, anche in chiave mitologica.

## Origine e significato del termine
L'espressione «cosmogonia» (in grecoː makròs diàkosmos) compare per la prima volta nel V secolo a.C. negli scritti di Leucippo, che descrive una Grande cosmogonia da cui Democrito ricaverà la sua Piccola cosmogonia.
La variante mitico-religiosa di cosmogonia si connota come "narrazione della creazione" (dal greco kósmos, «mondo», e génésthai, «nascere»), a volte definito mito delle origini: è la leggenda, il racconto, o lo studio di come si sia generato l'universo. Le varianti cosmogoniche in senso mitico sono numerosissime, concernendo ogni cultura arcaica ed antica, ben documentate in etnologia e antropologia culturale.
In tempi moderni, invece, con il termine cosmogonia si indica lo studio scientifico dell'origine ed evoluzione dell'universo, argomento di studio della cosmologia astronomica. Partendo dall'osservazione degli oggetti celesti più vicini e più conosciuti ed estendendo le ricerche a quelli lontani, le ricerche mirano a determinare il processo di formazione e l'età del pianeta Terra, la generazione del sistema solare, l'evoluzione del Sole e quella stellare, la formazione delle galassie ed il comportamento evolutivo dell'universo nel suo insieme.

## Concezioni mitico-religiose

Rappresentazione della cosmogonia egizia in un sarcofago del terzo periodo intermedio.

Le prime forme di cosmogonia sono emerse in un contesto mitologico-religioso. A differenza delle religioni rivelate come l'ebraismo, il cristianesimo e l'islamismo, che attribuiscono la nascita del cosmo all'intervento creatore di un Dio supremo, alle culture arcaiche era estranea l'idea di una creazione dal nulla. Era diffusa invece la convinzione che qualcosa fosse sempre esistito, e che le leggi del cosmo avessero avuto origine nel passaggio dal caos primigenio all'ordine.
Il Chaos di cui parla Esiodo nella sua Teogonia, secondo alcuni autori, risulta essere nella mitologia degli antichi greci la personificazione dello stato primordiale di "vuoto", il buio anteriore alla generazione del cosmo da cui emersero gli dèi e gli uomini, «una specie di gorgo buio che risucchia ogni cosa in un abisso senza fine paragonabile a una nera gola spalancata».

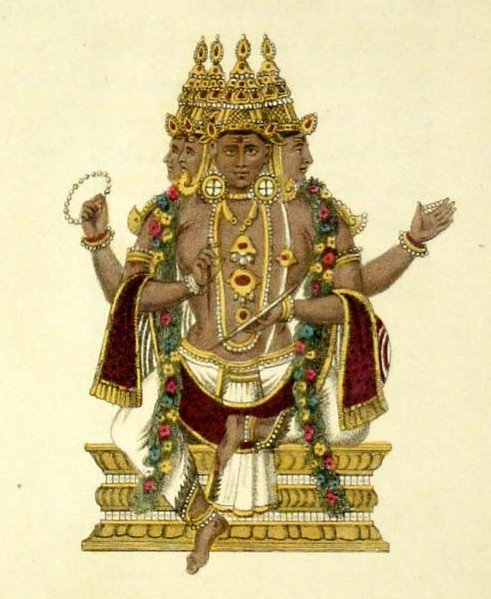
Brahmā, che rappresenta uno dei tre volti della Trinità indù, insieme a Visnù e Shiva

Per Anassagora come per Platone il "caos" è il luogo della materia informe e rozza a cui attinge un principio superiore, la "Mente" per Anassagora e il Demiurgo per Platone, per la formazione del mondo ordinato.
L'instaurazione dell'ordine dal caos primigenio avviene generalmente attraverso un combattimento, che porta alla vittoria la divinità riconosciuta come capo e guida rappresentativa della religione a cui appartiene: questa divinità, quale ad esempio è Zeus nella mitologia greca, stabilisce dunque il suo primato solo al termine del processo di evoluzione del cosmo.
Diversi altri miti fanno nascere il mondo dalle lotte intestine tra le divinità, altri affidano la creazione ad un'unica divinità che la fa uscire da un nulla indifferenziato, o più precisamente da una potenzialità di essere ad un'attualità di essere, per altri ancora la Terra e tutto ciò che ci circonda sarebbero fuoriusciti da un uovo cosmico primordiale.
Tale è ad esempio la cosmogonia induista, incentrata su Brahmā in veste di creatore-demiurgo, dove l'uovo cosmico Hiranyagarbha, o "grembo d'oro", identificato anticamente con l'anima cosmica, galleggiava nell'oceano primordiale avvolto dall'oscurità della non-esistenza. Quando l'uovo si schiuse, dalla metà superiore del guscio, fatta d'oro, nacque il cielo; dalla metà inferiore del guscio, fatta d'argento, nacque la terra. Le membrane interne del guscio formarono le montagne e quelle esterne le nuvole; le vene e i liquidi formarono i fiumi e i mari.
In ognuno di questi miti, le varie società e le varie culture hanno inserito gli elementi e le metafore che ritenevano più in accordo con le tradizioni sapienziali della loro epoca e della loro concezione del mondo.

### Cosmogonia biblica

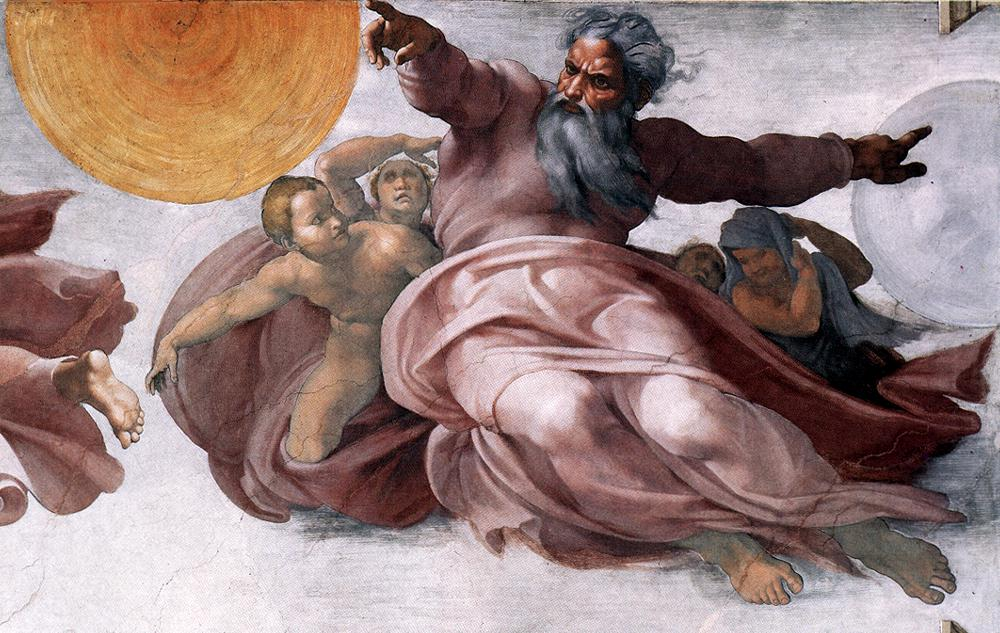
Creazione del Sole e della Luna (Michelangelo, Cappella Sistina, 1511)

Le parole d'apertura del racconto della creazione in Genesi riassumono il punto di vista biblico su come il cosmo ebbe origine: «In principio Dio creò il cielo e la terra». Yahweh, il Dio di Israele, è stato l'unico responsabile della creazione e non ha avuto rivali. L'espressione "il cielo e la terra" è un merismo per indicare la totalità dell'universo. In Mesopotamia, inoltre, Cielo (An) e Terra (Ki) erano due divinità progenitrici di tutti gli dei e origine del mondo creato; il merismo, quindi, ha un importante contenuto teologico: anche il cielo e la terra sono realtà create.
Gli esegeti hanno lungamente dibattuto se la creazione abbia utilizzato una materia inerte preesistente oppure abbia avuto luogo dal nulla. L'esegesi ebraica antica, sia rabbinica che ellenistica (Filone), affermò concordemente la creazione ex-nihilo (dal nulla). Alcuni studiosi moderni, tuttavia, hanno per lo più ritenuto che la Genesi presupponga l'esistenza di un caos primigenio.
La controversia riguarda principalmente l'interpretazione da dare al secondo versetto, in cui sembra essere descritto un oceano cosmico preesistente analogo a quello del mito mesopotamico della creazione di Enūma eliš. L'esistenza di tale oceano increato sembra, però, in contrasto con altri testi biblici.

### L'inizio del tempo
L'idea di un inizio del cosmo sembra confliggere con la percezione di uno scorrere immutabile del tempo (il cosiddetto Tempo assoluto). Nell'induismo, quindi, venne accettata l'idea che infiniti universi si susseguano in un ciclo di infinite creazioni e distruzioni, conosciute come kalpa. La stessa idea venne accettata anche in occidente. Nel cristianesimo vi aderì anche Origene:
(Origene di Alessandria, De principiis, III, 5, 3)
L'idea, però, venne abbandonata dopo che Agostino d'Ippona risolse il problema dicendo che anche il tempo ha avuto un inizio simultaneo a quello dell'universo.
Nel mondo ebraico, invece, vi fu chi risolse il problema dicendo che vi sono stati infiniti universi ma l'attuale è il solo gradito da Yahvè.

## Fisica del cosmo
Secondo le attuali teorie scientifiche, l'universo e la vita sono parte del succedersi di eventi dovuti a cause naturali. In effetti, in scienza non si parla mai di creazione dell'Universo, nozione che implica l'azione di un essere soprannaturale creatore, ma piuttosto di origine dell'Universo. Lo studio dell'origine dell'Universo è uno degli argomenti di ricerca della cosmologia astronomica.
La scienza in quanto tale studia solo i fenomeni osservabili, mentre la creazione dell'Universo è, per definizione, un evento irripetibile non osservabile direttamente. La capacità degli scienziati di analizzare eventi unici del passato remoto, come quello della creazione dell'universo, è limitata, perché questi non possono essere osservati direttamente e non sono ripetibili in laboratorio. La scienza può tuttavia misurare gli effetti di questi eventi (ad esempio la radiazione cosmica di microonde, il cosiddetto "eco del Big Bang") e interpretare queste osservazioni con degli strumenti scientifici. Dall'estrapolazione gli scienziati possono costruire un accurato quadro del passato. Secondo gli aderenti al naturalismo filosofico in questa maniera è possibile conoscere ogni elemento del passato, ma quest'idea non è universalmente accettata e alcuni propongono dei mezzi per conoscere il passato che vanno al di là della ricerca scientifica.
La continua ricerca scientifica e cosmogonica per capire l'origine dell'Universo si è arricchita, dal febbraio del 2009, di un significativo strumento scientifico localizzato nelle montagne svizzere, al confine con la Francia. In questa zona è situato il Large Hadron Collider (LHC), un acceleratore di particelle che ha, come compito fondamentale, quello di indagare sull'esistenza del bosone di Higgs, mattone fondamentale per la spiegazione quantistica dell'origine dell'Universo.
È invece definito da alcuni ricercatori di ispirazione religiosa "scienza della creazione" il tentativo di integrare la scienza e la fede abramica prendendo spunto dalle cause sovrannaturali della creazione descritte nella Bibbia nel Libro della Genesi e applicando il metodo scientifico nell'interpretazione dei fenomeni osservabili. Ad esempio, la teoria del Big Bang, da cui tutto avrebbe avuto inizio solo da un certo punto in avanti, è sembrata accordarsi con l'idea di una creazione dal nulla, come sostenuto da papa Pio XII; si tratta tuttavia il più delle volte di forzature semantiche, che non tengono conto del contesto e del diverso significato dei termini usati dai fisici. D'altra parte, altre teorie come quella di un'espansione dell'universo e di un suo successivo collasso (big crunch) a cui seguirebbe un nuovo big bang, sembrano più in accordo con la visione ciclica delle cosmogonie orientali.

## Cosmogonia esoterica
Agli inizi del Novecento alcune dottrine a indirizzo esoterico, l'Antroposofia e il Rosicrucianesimo,  hanno inteso esporre una visione dell'origine del mondo basata su presupposti spirituali, affermando, senza darne dimostrazione, che essa fosse al contempo coniugata col rigore del metodo scientifico.
Secondo tali dottrine, sintetizzabili solo per cenni sommari, la Terra attuale ha conosciuto altri tre precedenti cicli cosmici, da intendere però come gradi evolutivi progressivi, che si ripetono ciclicamente ma ad un livello ogni volta superiore. Il primo di questi cicli terrestri, nella cosmogonia rosicruciana e antroposofica, è denominato «antico Saturno»: tale designazione non va confusa con quella dell'attuale corpo celeste, che di quel primo periodo rappresenta soltanto un retaggio. Secondo la scienza occulta di Rudolf Steiner, è sull'antico Saturno che l'essere umano ha fatto la sua prima comparsa, ma in una forma completamente diversa da quella presente, di cui possedeva soltanto l'elemento fisico, derivante dal sacrificio di sublimi entità spirituali, i Troni, i quali emanarono da sé una parte della loro sostanza «calorica»: Saturno andrebbe infatti concepito come un mondo costituito unicamente da calore, una condizione non riducibile al fenomeno meccanico conosciuto dalla termodinamica.
(Rudolf Steiner, Engel und Mensch, conferenza del 14 aprile 1909)
Dopo un periodo di riposo o pralaya, una nuova metamorfosi della Terra fu quella denominata «antico Sole», nel quale accanto alla sostanza ignea comparve quella aerea o gassosa, ceduta sempre da superiori Gerarchie cosmiche. All'essere fisico umano si aggiunse così la componente eterica, corrispondente ad una coscienza di sonno, e pervasa da correnti caloriche-gassose che iniziarono a rilucere di vari colori: il mondo Solare era caratterizzato infatti dalla luce.
Il terzo ciclo cosmico è denominato «antica Luna», in cui l'aria si condensò in elemento liquido. Il corpo lunare dell'uomo si rivestì allora di una nuova componente, quella astrale, in grado di conferirgli una coscienza immaginativa di sogno, fatta di impulsi e desideri. L'elemento acqueo si manifestò anche come sonorità capace di strutturare chimicamente i corpi, capacità attribuita ancora oggi al sacro suono Oṃ (conosciuto in Occidente come l'Amen).
Il quarto stadio evolutivo terrestre è infine quello attuale, dove il fisico si è condensato in sostanza minerale, rendendo adatto l'uomo a sviluppare la coscienza oggettiva dell'Io, che lo contraddistingue dagli altri esseri, animali e vegetali, rimasti indietro ai livelli precedenti, rispettivamente lunari e solari.
Negli stadi futuri l'uomo dovrà ulteriormente evolversi, imparando progressivamente a dominare i propri corpi inferiori, e a vivere in maniera cosciente quel che oggi sperimenta in uno stato di totale incoscienza, cioè nelle fasi del sogno, del sonno, e della morte: il quinto, sesto e settimo ciclo, rispettivamente di Giove, Venere, e Vulcano, lo porranno così nelle condizioni di elevarsi ai gradi delle gerarchie angeliche.